# Шатуново
Шатуно́во (рос. Шатуново) — село у складі Залісовського округу Алтайського краю, Росія.

## Населення
Населення — 849 осіб (2010; 1023 у 2002).
Національний склад (станом на 2002 рік):
- росіяни — 92 %